# Миња Субота
Милан Субота (Сарајево, 8. новембар 1938 — Београд, 17. септембар 2021) био је српски композитор, музичар, забављач и фотограф. Био је аутор и водитељ дуготрајне дечје серије Музички тобоган на РТС-у (раније ТВ Нови Сад) и великог броја других серија.

## Биографија
Миња Субота је рођен у Сарајеву 8. новембра 1938. као Милан Субота, од оца Анте и мајке Десанке (рођ. Пиља). Фамилија Субота је српска православна фамилија из Петровог поља у Далмацији, а Мињин отац Анте, пореклом из Дрниша у Петровом пољу, рођен је и живео у Сплиту. Након завршених студија електротехнике у Београду, Анте се венчао Десанком Пиља из Сарајева, где су добили синове Александра „Сашу“ (1935) и Милана „Мињу“ (1938). Године 1942. прелази са породицом у Загреб, као инжењер Главне поште, где бивају поштеђени од усташа. Након рата, селе се у Београд.
Основну школу и гимназију, Миња је завршио у Београду. Похађао је нижу и средњу музичку школу „Станковић“, а на Електротехничком факултету у Београду стекао диплому инжењера електротехнике.
Што се тиче образовања у области фотографије поседује дипломе: „Famous Schools International“ и француску диплому „Европске куће фотографије из Chalon-sur-Saône“.
Као композитор, написао је многе композиције забавне музике и шансона, а као вокални солиста снимио велики број плоча из ове области у Југославији и Русији.
Композиције су му извођене на многим фестивалима. Неке познате композиције су: „Хомо, хомини“, „Чувар парка“, „Буди добар према њој“, „Чекај ме“, „Док те љубим“, „У једном дану“, „Плава музика“, итд.
Од 1970. до 1975. године наступао је са групом Оне и они са Далиборком Стојшић, Жарко Данчуом (Боба Стефановић 1970.г.) и Лидијом Кодрич.
У композиторском опусу за децу, компоновао је на стихове наших најистакнутијих песника песме, које се данас певају у предшколским установама и школама и постале су део дечје музичке литературе, а генерације су одрастале уз њих.
Између осталих то су песме: „Деца су украс света“, „Ишли смо у Африку“, „Рекао сам брези и тополи“, „Телефонијада“, „Поврћијада“, „Коло“, „Разболе се лисица“, итд.
Компоновао је и циклус песама „Још нам само але фале“ на стихове Љубивоја Ршумовића.
Аутор је и водитељ серије „Музички тобоган“ која је емитована осамнаест година и представља рекордну серију по гледаности и популарности на нашем телевизијском програму. Захваљујући тој серији наши најпознатији композитори компоновали су на стихове песника за децу преко сто педесет композиција, од којих су многе постале дечји евергрини.
Као уметник обављао је функције председника Савеза естрадних уметника Југославије и Србије, и низ година био је у управним одборима Удружење композитор Србије и Удружења музичара џеза, забавне, поп и рок музике Србије. Био је члан програмског савета „Змајевих дечјих игара“. Учествовао је у раду многих жирија на највећим музичким манифестацијама у земљи и иностранству. Одржао је стотине добротворних програма.
У Крушевцу је проглашен за почасног грађанина и добио титулу „Витеза од Чарапаније“ за несебично залагање у раду са децом овога града. Био је члан редакције часописа „Багдала за децу”.
Написао је књигу „Како смо забављали Тита“.
Члан је Удружења композитора Србије, Удружења музичара џеза, забавне, поп и рок музике Србије и УСУФа Србије.
Његова супруга била је новинарка Бранка Јеремић Субота (1949—2018) са којом има сина по имену Милош.
Преминуо је 17. септембра 2021. године у 83. години. Сахрањен је 20. септембра 2021. године у Алеји заслужних грађана на Новом гробљу у Београду.
Од 2022. године се одржава дечији фестивал „Миња Субота”.

## Фестивали
Београдско пролеће:
- Непозната девојка (и вокални квартет Ехо), '63
- Девојчица је однела љубав / Девојка мога града (алтернација са Ђорђем Марјановићем), друго место, '64
- Што је баби мило (са групом Оне и они), '71
- Извештај са венчања (Дечје београдско пролеће), '72
- Једанпут у Паризу (са дечјим хором РТБ, дечије београдско пролеће), '73
- Кишобран (Дечје београдско пролеће), '74
- А ја бих да се играм (са дечјим хором РТБ), '78
- Слон лепотан Дондолан (Дечје београдско пролеће), 2016
- Поздрав из Србије (Дечје београдско пролеће), 2017
- Слобода (Дечје београдско пролеће), 2018
- Домовина се брани лепотом (Дечје београдско пролеће), 2019

Песма лета:
- Хомо, хомини, '67
- Јесмо ли људи или марсовци, '68

Фестивал кантаутора, Нови Сад:
- Девет пута девет, '70

Сплит:
- Шта да чиним кад сам фурешт (са групом Оне и они), '72

Фестивал ЈНА:
- Поноћна патрола (са групом Оне и они), прва награда фестивала, '71
- Море и морнари (са групом Оне и они), прва награда фестивала, '72

Скопље:
- Кажи ми, кажи (са групом Оне и они), '72

Загреб:
- Бели пакети, '77

Карневал фест, Цавтат:
- Стани, стани, погледај ме мало, '78

## Дискографија

### Албуми

#### Поп музика
- Милан Субота (Мелодија, СССР Д28485-6)
- Буди добар према њој

#### Албуми за децу
- Миња Субота и Љубивоје Ршумовић: Миња и Ршум (ПГП РТБ ЛП)
- Песме за децу (ПГП РТБ)
- Драган Лаковић и Миња Субота: Најлепше дечје песме (ПГП РТБ)
- Миња Субота и Злата Петковић: Плави чуперак (ПГП РТБ ЛП)
- Песме из Музичког тобогана (ПГП РТБ)
- Деца су украс света (ПГП РТС ЦД)

### EP-ови
- Милан Субота (Југотон – EPY)
- Милан Субота (ПГП РТБ EP)
- Милан Субота (ПГП РТБ EP)
- Милан Субота (ПГП РТБ EP)
- Милан Субота (ПГП РТБ EP)
- Лола Јовановић и Милан Субота (ПГП РТБ EP)

#### EP-ови за децу
- Телефонијада (ПГП РТБ ЕП)
- Миња Субота и Дечји хор „Колибри“: Ечке течке (ПГП РТБ ЕП)
- Шансоне (ПГП РТБ ЕП)
- Оне и они –Аждаја своме чеду тепа (ПГП РТБ ЕП)

## Књиге
- Како смо забављали Тита

## Филмови
- Непослушни - наратор (2014)[5]

## Награде и признања
- Орден Карађорђеве звезде другог степена (15. фебруар 2021).[6]